# نوردرملدورف
نوردرملدورف (به آلمانی: Nordermeldorf) یک شهر در آلمان است که در دیمارشن واقع شده‌است. نوردرملدورف ۶۶۶ نفر جمعیت دارد.